# Lovers Again
«Lovers Again» (en español: «Amantes de nuevo») es una canción grabada por la cantante galesa Bonnie Tyler por su álbum de rock Secret Dreams and Forbidden Fire. Fue escrita por Desmond Child y producida por Jim Steinman.
La canción fue lanzada como el último sencillo de Secret Dreams and Forbidden Fire y aunque no tuvo éxito.

## Antecedentes y composición
Jim Steinman reclutó a Desmond Child para escribir dos canciones para Secret Dreams and Forbidden Fire. Desmond Child escribió «Lovers Again» y la más exitosa «If You Were a Woman (And I Was a Man)».
La canción comparte el lado B «I Do It for You» con el anterior sencillo de Tyler, «Rebel Without a Clue».

## Listado de canciones y formatos
7" sencillo
1. «Lovers Again» — 4:00
2. «I Do It for You» — 5:07

## Interpretaciones en vivo
Una versión en vivo de la canción fue lanzada en CD y DVD llamado Live in Germany 1993.